# イェンス・イェンセン (アメリカ合衆国の造園家)
イェンス・イェンセン（ジェンス・ジェンセン、ジャンス・ジャンセン、Jens Jensen、1860年 - 1951年）は、デンマーク生まれのアメリカ合衆国の造園家兼作庭家、ランドスケープ・アーキテクトである。
長いキャリアの過程で、ルイス・サリバン、フランク・ロイド・ライト、 ジョージ・マーやアルバート・カーンといった著名な建築家と協同した。

## 生い立ち
デンマークの裕福な農家に生まれ、家族と経営する農場に20歳くらいまで住んでいた。4歳のとき、第二次シュレースヴィヒ＝ホルシュタイン戦争でプロイセン軍が町に侵入し、家族の農場の建物を燃やされる。シュレースヴィヒ公国はプロイセンに併合され、イェンセンに深い影響を残した。その後、ユトランドのチューン農業学校を経て、プロイセン本土に3年間留学する。この間に英語とフランス語を取得し、ベルリンや他のドイツの都市公園を訪れスケッチなどを残している。1884年、家族が難を逃れさせるためと自分の将来の願いと相まって、アメリカへの移住を決断したという。 
アメリカでは、最初にフロリダ州で働き、その後アイオワ州デコーラのルーサー大学に進学、またシカゴで西部公園委員会の仕事に就く。委員会では当初作業員扱いであったが、すぐに実行班の長に昇格した。この間、委員会所有する花の庭を設計しており、庭の草木が枯れると、周囲の自生した花々や草木を移植していた。こうして1888年、アメリカ自生植物で庭をこのとき初めて製作する。この時期、他に自ら手がけた公園群の隅に野の花を移植し始めていた。その後フンボルト公園200エーカー（800,000平方メートル）の監督職員に任命され、1895年から公園システム策定を通じて自分の道を模索しはじめる。しかし1890年代後半、西部公園委員会の汚職が発生する。政治的な参加を拒絶したのち、1900年に不正によって解任されたが、最終的に名誉回復している。
1910年代にはシカゴにも近いインディアナ砂丘の生態系部分の保全手法に多大な貢献を果たしたが、1920年に公園管理からは退き、自身のランドスケープアーキテクチュアの実践を開始する。
1935年、妻の死後、イェンセンはイリノイ州ハイランドパークからウィスコンシン州エリソンベイに移住し、残りの生涯をすごす。この時期には将来のランドスケープアーキテクトを養成する学校を設立、現在同地は伝統文化を学べるオープンスペースと教育のセンターとなっている。

## 人物
20世紀初頭に自然風庭園の普及に最も影響力のあったデザイナーの一人で、美しい庭園が在来種を持っていることが、人間の関与なしに引き出されるとして、それぞれの場所で在来種を持っていることを示した。その美しさは、オランダや日本でメープルやらチューリップを用意する必要はなく、私たちの裏庭や州立公園の上流から野生のものを調達することができること、そして、「工場がすべてフィットネスを持ち、その完全な美しさを引き出すように、その適切な環境に置かれている必要があり、そこに造園の芸術がある」と述べ、自分の哲学をまとめた。
また豊富な植物知識を駆使して「草原の風」プレーリースタイルと呼ばれる庭園デザインを用いることでも知られている。多くの場合、光を見ながら一日園内に留まることができるオープンスペースや経路で構成され、自生植物を中心とした植栽を使用し、水機能はスラブで石灰岩などアメリカ中西部の自然河川システムを積み重ねで再構成するなど、そのデザインは植栽の鑑賞に対し特定の場所からの景色に集中し、物語の下に密に開口部を残す。接続されている場所がノードであるという無機の形式を嫌って、目的地まで直線アプローチで作成しない。

## 代表作
シカゴ・ノースショアのハイランドパーク市は、ミシガン湖畔の高級住宅街である。市内にはアメリカ合衆国国家歴史登録財に登録されている家が少なくない。特にフランク・ロイド・ライトのウィリッツ・ハウスほか、いくつかの住宅がライトによって設計され、他にもジョン・S・ヴァン・ベルゲン、ハワード・バン・ドーレンショー、ロバート・ザイファルト、デビッド・アドラーなどの著名な建築家によって設計された。イェンセンはハイランドパークに移住し、幾つかのプロジェクトに関わった。
イェンセンがこのとき設計した景観プロジェクトは、国家歴史登録文化財となっている自邸イェンス・イェンセン・ハウスやスタジオを含め、ローズウッド・パークやMay Theilgaard Watts邸（建築はジョン・S・ヴァン・ベルゲン）、AGベッカー物件（建築はハワード・バン・ドーレンショー ）、サミュエル・ホームズ・ハウス（建築はロバート・ザイファルト）、ハロルド・フローシャイム不動産物件（建築はすべてアーネスト・グランスフェルド）などが挙げられる。他未完だったものにグレンコーのシャーマンブース邸庭園（1915年）が敷地計画をイェンセンが先行して担当していた（建築はライトが後から）。
1869年にイリノイ州議会によって設立されたウェストパーク協議会で、彼はパーク全体の総監督に就任し、1905年からニューヨークのセントラルパーク設計者フレデリック・ロー・オルムステッドの示したパーク・システムに沿った計画をシカゴの公園群でも提示、リンカーン・パーク、コロンブス・パーク、そしてダグラス・パークでは都市のための公園設計成果を見ることができる。これらのパークのうちダグラス・パークは、ウィリアム・ル・バロン・ジェニーがフンボルト・パーク、ガーフィールド・パークといった公園とともに広幅員道路で結ぶ基本計画を策定していたものでもあり、1871年には未完成のままで開園したものを1906年、イェンセンに改良が加え、公園完成させている。『庭園と風景』昭和3年（1928年）5月号に掲載された、東京市公園課長井下清は「新しい都市公園 大塚公園の設計施工」という記事に「シカゴ市ドクラス公園南口に似た半円形の緑廊と池を以って」入口とした、と著している。この緑廊はその後失われたが、2001年にイェンセンの優れたデザインを復活させるため再建がなされたという。
イリノイ州では他にスプリングフィールドのリンカーン記念館庭園を設計。この計画は1935年に完成し、1936年から1939年に施工された。1922年から1935年の間に、メイン州エドセルでフォードの4つの寮、ミシガン州の3とメイン州でエレノア社から委託された全米民間団地と市営公園に取り組んでいる。1922年からバーハーバーでマウントデザート島でエレノア開発夏の不動産・スカイランズのために庭園を担当した。1922年と1935年で2期、ミシガン州で住宅「ヘブンヒル」の設計を担当した。ハイランドのレクリエーションエリア内、ミシガン南東部ホワイトレイク・タウンシップにあるヘブンヒルは、ミシガン州歴史的建造物と国家自然保護区の両方に指定されており、景観要素は、木、植物と動物の生命の多様性と、美学、歴史と自然を兼ね備えている。
その他の主要なプロジェクトでは、ミシガン州にあるエドセル・フォードの邸宅「ガウクラーポイント」にも関与している。1929年にセントクレア湖グロースポイントショアーズの湖岸に、エド・エレノア・フォード・ハウスを設計したアルバート・カーンが建築を担当し、イェンセンは、マスタープランを作成、不動産の庭園を設計。家全体と別のビューをバックを明らかに長くとったドライブに沿って、その末尾だけ簡単な部分的なビューを訪問者が通過するエントリーゲート後の長い牧草ダウン住宅の一見を与えるロングビューにし、牧草まで原生のものを採用した。この庭園と邸宅は、歴史的景観と家屋の博物館とで、国家歴史登録され現在公開されている。

### フォードとのつながり
ヘンリー・フォードとのつながりは強く、ヘンリー・フォード・エステート・フェアレーン（ミシガン州ディアボーン）なども手がけている。イェンセンは、到着時の設計で遠回りのビュー・アプローチを採用している。入り口のドライブは、訪問ユーザーをリードして不動産の密な森林地域に、代わりにそれを見てから、家にまっすぐ進む。大きな木々とカーブ、内側の円弧に植えられたドライブの曲がりは、ターンのための自然な理由感を与え、あらゆる長期的な視野を覆い隠された。突然訪問者は森から入って、住居が面前からオープンスペースをとるこのアイデアで、ほとんどすべてデザインであった。広大な牧草地や庭園は大きな風景を構成する花家を囲む。最大の軸方向の牧草地こと夕日のパスは上なるように整列され、夏至の牧草地の端に木々の正確な別れを通して太陽の輝きを導入している。
イェンセンによって設計された石造りの崖とボートハウスへ、フォードはルージュ川をボートで走行して導かれる。現在、オリジナルの敷地約30万ヘクタールは歴史的景観として保存、ここは博物館と化し、国の史跡として保存されている。
ヘンリー・フォードの他のプロジェクトでは、1923年ミシガン湖湖畔19エーカー・77000平方メートル面積規模のウィスコンシン州マニトワックにあるリンカーン高校キャンパスや1931年にミシガン州ディアボーンのホテル・ディアボーン・イン（建築はアルバート・カーン、国史跡で国内最初の空港ホテル）、ヘンリー・フォード病院、グリーンフィールド・ビレッジの歴史の再創造とディアボーンのヘンリーフォード博物館、1933年のシカゴ博覧会"フォード・パビリオン"などがある。